# لیایو
لیایو (به لاتین: Lieyu, Kinmen) یک سکونتگاه مسکونی در تایوان است که در کینمن واقع شده‌است.

## خصوصیات
لیایو ۲۹٫۸۵۴۰ کیلومترمربع مساحت و ۱۱٬۹۷۸ نفر جمعیت دارد.